# Macrobrochis metallica
Macrobrochis metallica là một loài bướm đêm thuộc phân họ Arctiinae, họ Erebidae.